# Неніска Мала
Нені́ска Мала́ (Мала Ненєска) — гора в Українських Карпатах, у масиві Гуцульські Альпи (частина Мармароського масиву). Розташована в Рахівському районі Закарпатської області, на південний схід від села Богдан.
Висота 1818 м (за іншими даними — 1820 м). Підніжжя і схили гори вкриті лісами, вище — полонини. Схили стрімкі, особливо північний, де є кам'янисті урвища та осипища. Вершина розташована на масивному хребті, яким проходить українсько-румунський кордон. Південні схили гори лежать у межах Румунії.
На схід розташована сусідня вершина Неніска Велика (1815,5 м), на південь (на території Румунії) — масив гори Фаркеу (1961 м).
Найближчий населений пункт: с. Богдан.